# Maximilián Mayer-Wallerstein-Ahrdorff
Maximilian Thaddäus Mayer, svobodný pán z Ahrdorffu a Wallerstainu pseudonymem Max Mayer-Ahrdorff (3. prosince 1845 Kroměříž - 7. července 1928 Božice) byl katolický kněz a německy píšící spisovatel.

## Životopis
Pocházel ze zámožné rodiny, narodil se jako čtvrté z pěti dětí arcibiskupského knihovníka a archiváře Eduarda Mayera z Ahrdorffu (1804-1886). Prvorozený syn Viktor (1841-1842) zemřel rok po narození, po dcerách Idě (nar. 1842) a Hermíně (nar. 1844) se narodili synové Maximilian a Eduard (nar. 1847).  
Navštěvoval Piaristiské gymnázium v Kroměříži, poté studoval teologii na biskupském semináři v Brně. Dne 6. června 1868 byl vysvěcen na kněze a pak do roku 1874 působil jako kaplan v brněnském chrámu sv. Petra a Pavla. V letech 1874-1881 pobýval v Římě, kde roku 1876 získal s vyznamenáním doktorát kanonického práva a byl jmenován tajným komorním radou papeže Pia IX. O rok později, roku 1877, byl jmenován papežským domácím prelátem a získal titul Referendarius signaturae iustitiae. V květnu 1880 byl papežem Lvem XIII. jmenován apoštolským pronotářem.

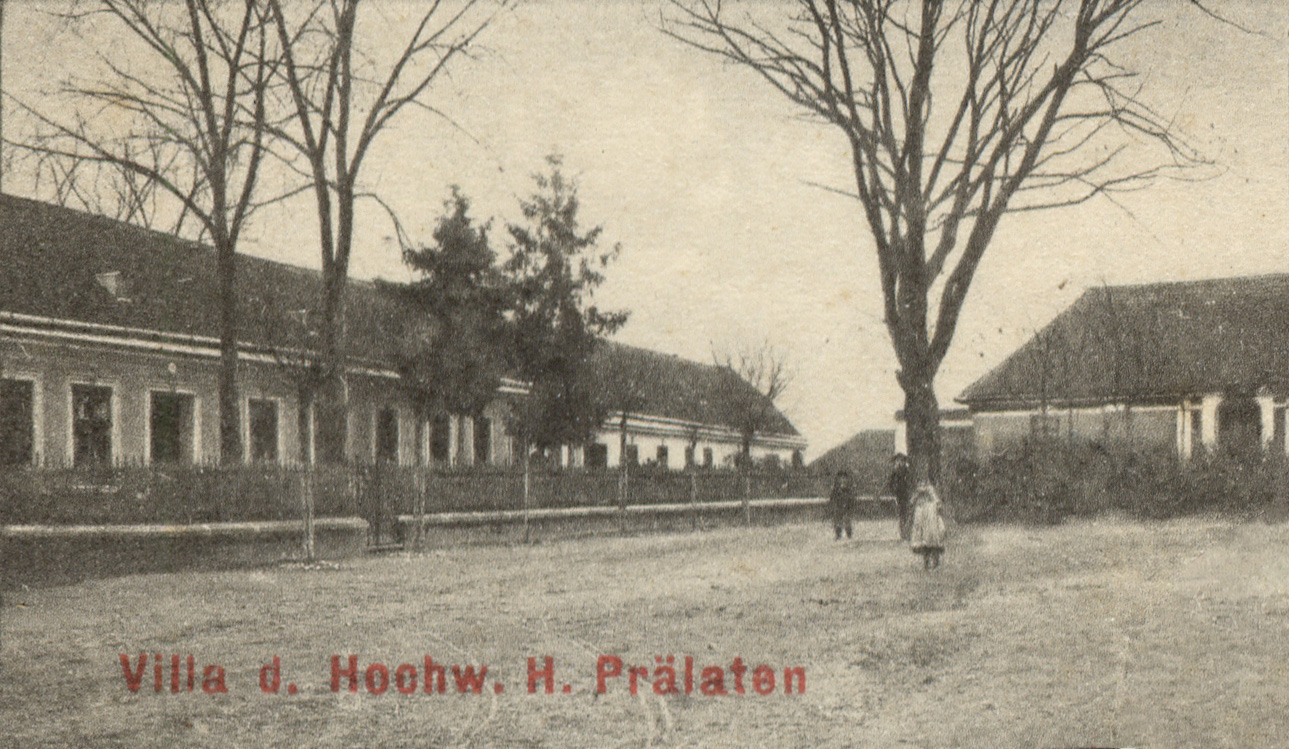
Božické letní sídlo Maxe Mayera-Ahrdorffa

Od srpna 1881 do května 1884 sloužil jako farář v Černé Hoře. Záznamy v tamní matrice dokazují jeho výbornou znalost češtiny. V květnu 1884 převzal farnost v Českých Křídlovicích, kde zůstal do ledna 1900. V květnu 1899 byl zvolen kanovníkem, 1913 arcijáhnem a scholastikem, a 1921 proboštem olomoucké metropolitní kapituly u sv. Václava.
Od roku 1902 byl členem slezské zemské školní rady. V červnu 1913 mu byl císařem udělen komturský kříž řádu Františka Josefa, od prosince 1917 s hvězdou. V červenci 1901 mu byl propůjčen titul rytíře, v květnu 1916 titul svobodného pána.

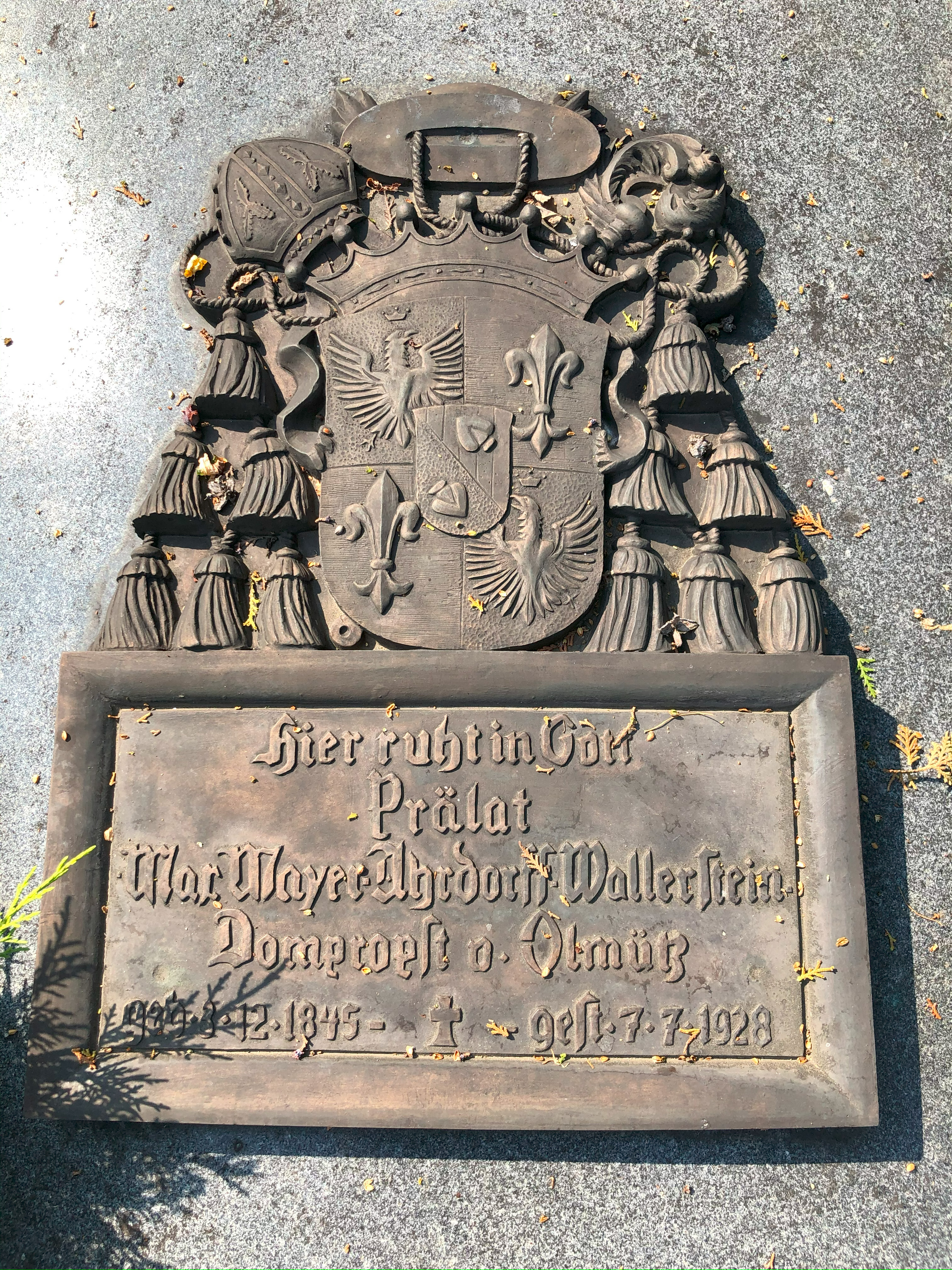
Náhrobní kámen hrobu preláta Maxe Mayera-Ahrdorffa s jeho erbem

Nedlouho po oslavách jeho 60. výročí vysvěcení na kněze, 1. července 1828, byl Max Mayer-Ahrdorff ve svém letním sídle v Božicích stižen záchvatem mozkové mrtvice, na jehož následky 7. července tamtéž zemřel. Pohřben je na božickém hřbitově v části obce České Křídlovice.

## Dílo
- Die Papstwahl Innozenz XIII. (teolog. studie), 1874
- Unverzichtbare Rechte (teolog. studie), 1904
- Aus Südmährens Deutsch und Latein (krátké prózy), 1921
- Judith, eine deutsche Frau auf dem Przemislidenthron (hist. studie), 1921 (česky: Jitka, kněžna německého rodu na trůně Přemyslovců, přel. Fr. Navrátil a Karel Dostál-Lutinov, in: Eva - ženský časopis, r. XX, Olomouc 1923)
- Die letzte Weinlese im Stifte Klosterbruck 1783 (nevydaná divadelní hra; uvedena z rukopisu) 1922
- Sebastian Freytag von Czepiroh, Abt von Klosterbruck bei Znaim (divadelní hra), 1922
- Hinz, der Teufel von der Khaya-Burg (divadelní hra), 1923
- Edwald Bart, der Dorfschmied (divadelní hra), 1923
- Kaiser Sigmunds Tod auf der Burg in Znaim (divadelní hra), 1923
- Uffo aus den Sieben Höfen (divadelní hra), 1924
- Falkmar (divadelní hra), 1924
- Elisabeth von Thüringen (divadelní hra), 1925
- Etel, das Zigeunermädchen (divadelní hra), 1926
- Dietholm Florian (divadelní hra), 1926
- Gerhoh von Eberstain (divadelní hra), 1927
- Sancta Cordula, ihre Legenden und Zeichen der Verehrung (pouze vydání a předmluva; autorem je Leonhard vom Rhein), 1928